# Hymenocephalus kuronumai
Hymenocephalus kuronumai är en fiskart som beskrevs av Kamohara, 1938. Hymenocephalus kuronumai ingår i släktet Hymenocephalus och familjen skolästfiskar. Inga underarter finns listade i Catalogue of Life.